# Linsleyonides chemsaki
Linsleyonides chemsaki là một loài bọ cánh cứng trong họ Cerambycidae.